# Fosfatáza
Fosfatáza je enzym, který odstraňuje fosfátovou skupinu. Substrátem může být protein či nízkomolekulární sloučenina. V principu má tedy opačnou funkci než kináza, která naopak fosfátovou skupinu dodává.
Fosfatázy se řadí do EC kategorie 3.1.3, tj. mezi hydrolázy působící na esterových vazbách, jedná se o hydrolázy monoesterů kyseliny fosforečné.

Existuje mnoho druhů, mohou se dělit podle pH optima na alkalické, neutrální, nebo kyselé fosfatázy, nebo podle substrátů.